# Himmelsleiter (Schrems)

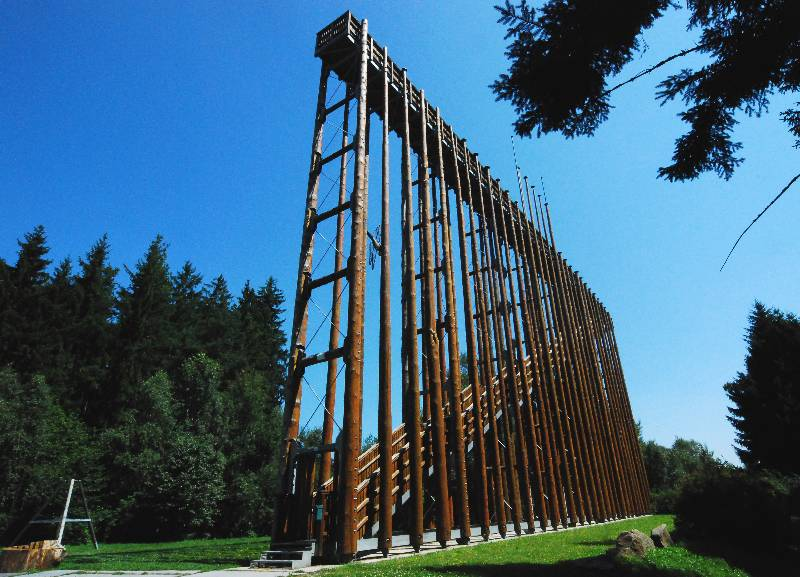
Die Himmelsleiter in Schrems

Die Himmelsleiter ist eine Aussichtsplattform im Naturpark Hochmoor in Schrems, Niederösterreich.
Die Holz-Stahl-Konstruktion besteht aus 58 paarweise angeordneten Fichtenstämmen, die jeweils eine Länge von 19,4 m aufweisen. Zwischen diesen Stämmen führt die 108-stufige Treppe aus Stahl mit einigen Zwischengeschoßen hinauf zur 33 m langen Plattform in ca. 18,4 m Höhe. Stahlzugstangen und Holzdruckriegel zwischen den Stämmen sowie eine Stahlunterkonstruktion geben der Himmelsleiter Stabilität.
Die Himmelsleiter wurde von dem Wiener Architekten Manfred Rapf entworfen und von der Horner Firma Graf-Holztechnik ausgeführt. Die im Jahr 2002 fertiggestellte Aussichtswarte wurde mit dem niederösterreichischen Holzbaupreis ausgezeichnet. Die Himmelsleiter ist von April bis Oktober frei zugänglich.